# André Béziat de Bordes
André Béziat de Bordes  (* 30. Dezember 1870 in Orthez; † 1924) war ein US-amerikanischer Romanist  französischer Herkunft.

## Leben und Werk
Béziat besuchte Schulen in Revel, Montauban und Castres. 1891 wurde er für ein Jahr Französischlehrer in Barcelona. Dann ging er in die Vereinigten Staaten und war Französischlehrer am Wesleyan College in Macon (Georgia). Dort heiratete er 1895 Kate Mills Bradley. 

Béziat promovierte 1899 an der University of Chicago und lehrte für jeweils ein Jahr am Kalamazoo College und an der Columbia University. 1901 ging er für ein Jahr zum Studium nach Paris. 1902 wurde er an der University of Michigan Instructor. Von 1903 bis 1906 war er an der West Virginia University in Morgantown (West Virginia) Professor of Romance Languages, von 1906 bis 1908 an der University of Michigan Assistant Professor und ab 1908 Professor für Französisch am H. Sophie Newcomb Memorial College in New Orleans. [Weitere Informationen fehlen.]

## Werke
- Elements of French. A practical course for high schools and colleges, Chicago 1899, 1907
- (mit William Morton Dey) French Grammar, Richmond, Virginia 1927